# Jaboticabal (ort)
Jaboticabal är en ort i Brasilien.   Den ligger i kommunen Jaboticabal och delstaten São Paulo, i den sydöstra delen av landet, 600 km söder om huvudstaden Brasília. Jaboticabal ligger 606 meter över havet och antalet invånare är 69 394.
Terrängen runt Jaboticabal är platt. Runt Jaboticabal är det ganska tätbefolkat, med 116 invånare per kvadratkilometer.. Jaboticabal är det största samhället i trakten.
Trakten runt Jaboticabal består till största delen av jordbruksmark.